# Хэттон, Рондо

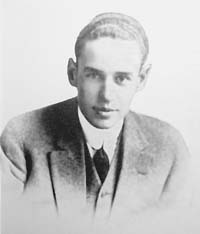
Рондо Хэттон в старшей школе (1913), до заболевания акромегалией.

Ро́ндо Хэ́ттон (англ. Rondo Hatton; 22 апреля 1894, Хейгерстаун, Мэриленд — 2 февраля 1946, Беверли-Хиллз, Калифорния) — американский солдат, журналист и киноактёр. Заболевание акромегалия, проявившееся в зрелом возрасте, изуродовало его лицо, из-за чего он получил прозвище «самый уродливый киноактёр».

## Биография
Рондо Хэттон родился 22 апреля 1894 года в городе Хейгерстаун (штат Мэриленд, США). Был единственным ребёнком в семье, родителей звали Стюарт и Эмили. Пока Рондо рос, его семья несколько раз меняла место жительства, пока наконец в 1912 году они не осели в округе Хилсборо (Флорида). В старшей школе Рондо занимался спортом, а в выпускном классе претендовал на символическое звание «Самый красивый парень в классе».
Окончив учёбу, Хэттон переехал в столицу округа, город Тампа, где устроился на работу спортивным журналистом в газету The Tampa Tribune. Вскоре началась война, и Хэттон был призван в армию. Служил в звании рядового, участвовал в Мексиканской экспедиции (1916), затем был переброшен во Францию, где в одном из боёв был отравлен немецким ипритом. После этого случая у него началась акромегалия (заболевание, связанное с нарушением функции передней доли гипофиза; сопровождается увеличением (расширением и утолщением) кистей, стоп, черепа, особенно его лицевой части), и хотя прямой связи между этими двумя событиями не выявлено, в будущем киностудии напрямую связывали эти два события для привлечения внимания зрителей к своему актёру. Из-за этого заболевания Хэттон был комиссован и вернулся в Тампу, где продолжил работу спортивным журналистом.
Хэттон разово попробовал себя в голливудских фильмах категории B в 1927, 1930 и 1931 годах. В 1936 году распрощался с журналистикой и переехал в Голливуд, чтобы полностью посвятить себя актёрской карьере, где за 10 лет снялся в 22 фильмах. Последние два года жизни (1944—1946) работал на крупную киностудию Universal Pictures. Всего за 13 лет кино-карьеры (1927, 1930—1931, 1936—1946) снялся в 25 фильмах, как правило, во второстепенных и эпизодических ролях, в том числе в 18 случаях без указания в титрах.
У актёра были металлические скуловые кости, так как его собственные были хирургически удалены в целях замедления заболевания.
Во второй половине декабря 1945 года Хэттон пережил ряд сердечных приступов, вызванных его заболеванием. 2 февраля 1946 года 51-летнего актёра постиг наиболее сильный инфаркт, от которого он и скончался в Беверли-Хиллз (по другим данным — в соседнем Лос-Анджелесе). Его тело было транспортировано в Тампу, где Рондо Хэттона и похоронили на Кладбище Американского Легиона.

### Личная жизнь
15 апреля 1926 года Хэттон женился на женщине по имени Элизабет Иммелл Джеймс. 9 июня 1930 года последовал развод, вызванный прогрессирующим уродством супруга.
29 сентября 1934 года Хэттон женился на женщине по имени Мэйбл Хауш. Пара прожила вместе одиннадцать с половиной лет до самой смерти актёра. Детей у Хэттона не было ни от одного из браков.

## Наследие
Простое, но брутально-животное лицо Хэттона после смерти актёра нашло своё отражение в популярной культуре.
- Схожее уродство лица, черты которого списаны с Хэттона, имеет Лотар, один из персонажей историй про Ракетчика[англ.] — персонажа комиксов, созданного Дейвом Стивенсом[англ.] в 1980-х годах.
  - В одноимённой экранизации комикса 1991 года роль Лотара сыграл актёр Тини Рон Тейлор[англ.].
- В комиксах «2000 год нашей эры»[англ.] Судья Дредд крайне редко показан без шлема. В первый раз, когда он его снимает, он использует «технологию изменения лица» и выглядит как Рондо Хэттон. Художник Брайан Болланд увидел Хэттона лишь в одном фильме[5], и его лицо настолько врезалось ему в память, что Болланд тут же решил перенести его в свой комикс. Также имя «Рондо Хэттон» фигурирует в списке подозреваемых Судьёй Дреддом.
- Рондо Хэттон регулярно упоминается в произведениях писателя Роберта Рэнкина: упоминается в титрах к вымышленным фильмам или к фильмам, в которых он не играл (например, серии «Так держать»[англ.]), обыгрывается Hatton → Hat on (рус. Надеть шляпу).
- В повести Стивена Кинга «Тёмная Башня 7» (2004) один из персонажей описан так: «Он выглядел как Рондо Хэттон, киноактёр 30-х, который страдал от акромегалии и получил работу, играя монстров и психопатов».
- В эпизоде «Свадьба Ривер Сонг» (2011) телесериала «Доктор Кто» присутствует персонаж актёра Марка Гэтисса, добившийся, путём протезирования, сходства с Рондо Хэттоном. Персонажа зовут Рондо Хэкстон[6].
- В 2017 год на экраны вышел документальный фильм «Рондо и Боб», рассказывающий о Рондо Хэттоне и арт-директоре и художнике-постановщике Роберте Бёрнсе[англ.][1][7].
- В 2002 году была учреждена Премия имени Рондо Хэттона[8].

## Фильмография
В титрах не указан
- 1927 — Хижина дяди Тома[англ.] / Uncle Tom's Cabin — раб
- 1930 — Адская гавань[англ.] / Hell Harbor — вышибала в танцевальном зале[англ.]
- 1931 — В безопасности в аду[англ.] / Safe in Hell — член суда присяжных
- 1938 — Рэгтайм-бэнд Александра[англ.] / Alexander's Ragtime Band — завсегдатай бара
- 1939 — Долина гнева[англ.] / Captain Fury — заключённый, сидящий на полу
- 1939 — Большой парень[англ.] / The Big Guy — заключённый
- 1939 — Горбун из Нотр-Дама / The Hunchback of Notre Dame — уродливый мужчина
- 1940 — Луна над Бирмой[англ.] / Moon Over Burma — моряк
- 1940 — Чед Ханна[англ.] / Chad Hanna — продавец холстов
- 1942 — Это случилось во Флэтбуше[англ.] / It Happened in Flatbush — зритель на бейсбольной игре
- 1942 — Город грехов[англ.] / Sin Town — горожанин
- 1942 — Луна и грош[англ.] / The Moon and Sixpence — прокажённый
- 1943 — Случай в Окс-Боу / The Ox-Bow Incident — Гейб Харт
- 1943 — Сонная лагуна[англ.] / Sleepy Lagoon — горбун
- 1944 — Джонни здесь больше не живёт[англ.] / Johnny Doesn't Live Here Any More — Грейвс
- 1944 — Принцесса и пират[англ.] / The Princess and the Pirate — горилла

В титрах указан
- 1938 — В старом Чикаго / In Old Chicago — Рондо, телохранитель
- 1944 — Жемчужина смерти / The Pearl of Death — «Ползун»
- 1945 — Пленник джунглей[англ.] / The Jungle Captive — Молох
- 1945 — Королевские всадники снова в седле[англ.] / The Royal Mounted Rides Again — «Бык» Эндрюс
- 1946 — Паучиха наносит ответный удар[англ.] / The Spider Woman Strikes Back — Марио, монстр
- 1946 — Дом ужасов[англ.] / House of Horrors — «Ползун»[9]
- 1946 — Человек-животное[англ.] / The Brute Man — Хэл Моффат «Ползун»[10]